# Eunidia batesii
Eunidia batesii es una especie de escarabajo longicornio del género Eunidia, categorizada en la tribu Eunidiini, de la subfamilia Lamiinae. Fue descrita por Olliff en 1889.

## Descripción
Mide 9-12 mm de longitud.

## Distribución
Se distribuye por Malaui, Mozambique, Tanzania, Zambia y Zimbabue.